# Теорема Майерса
Теорема Майерса — классическая теорема в римановой геометрии.

## Формулировка
Если кривизна Риччи полного
{\displaystyle n}-мерного риманова многообразия {\displaystyle M}
ограничена снизу положительной величиной {\displaystyle (n-1)k} при некотором {\displaystyle k}, то его диаметр не превосходит {\displaystyle \pi /{\sqrt {k}}}.
Более того, если диаметр равен {\displaystyle \pi /{\sqrt {k}}}, то само многообразие изометрично сфере постоянной секционной кривизны {\displaystyle k}.

## Следствия
Этот результат остается в силе для универсального накрытия такого риманова многообразия {\displaystyle M}. 
В частности, универсальное накрытие {\displaystyle M} конеченолистно 
и значит фундаментальная группа {\displaystyle \pi _{1}M} конечна.

## История
Для двумерных поверхностей, теорема была доказана Хопфом и Риновым.
Теорема иногда называется в честь Оссиана Бонне из-за другого его результата о классификации поверхностей с положительной Гаусовой кривизны (этот результат не относится напрямую к утверждению теоремы Майерса).
Теорема доказана Майерсом.
Случай равенства в теореме был доказан Ченгом в 1975 году.